# Спасая лицо
«Спасая лицо» (англ. Saving face) — американский художественный фильма 2004 года в жанре романтической комедии, поставленный режиссёром Элис У по собственному сценарию. Является первым фильмом, показывающим лесбийские отношения среди американцев азиатского происхождения.

## Сюжет
На еженедельном вечере танцев, устраиваемом китайской диаспорой Нью-Йорка, Вил — молодая девушка, работающая хирургом, — знакомится с танцовщицей Вивиан. Между ними возникает симпатия и Вивиан ищет дальнейшего знакомства с Вил. У них начинается роман. Между тем мать Вил выгоняют из дома её родители, так как она забеременела и не говорит, от кого. Считая это огромный позором на всю семью, дед Вил не желает больше видеть свою дочь, и Вил приходится приютить мать у себя.
Вивиан предлагают контракт в Париже, но она сомневается, соглашаться ли ей на него, так как любит Вил и не хочет её оставлять. Робкая Вил стесняется отношений с Вивиан, и та, обиженная, в конце концов улетает в Европу.
Мать Вил собирается замуж, чтобы скрыть позор рождения ребёнка без отца. Однако Вил узнает, что отцом на самом деле является один из китайцев, проживающих в Нью-Йорке, молодой человек намного моложе её матери. Именно из-за этого мать не хотела никому говорить, кто отец ребёнка. Узнав правду, Вил срывает свадьбу матери, призывая её быть вместе с любимым. На свадебной церемонии всё открывается и мать Вил сбегает из-под венца.
Встретившись через три месяца с Вивиан на вечере танцев, Вил преодолевает страх перед осуждением людьми и открыто приглашает свою любимую на танец.

## Актёрский состав
| Актёр         | Роль                    |
| ------------- | ----------------------- |
| Чэнь Линн     | Вивиан Шинг             |
| Мишель Крусик | Вильгельмина (Вил) Панг |
| Джоан Чэнь    | Гао Хуэйлан , мать Вил  |
| Цзинь Ван     | Гун Вай , дед Вил       |
| Гуан Лань Ко  | По Вай , бабушка Вил    |
| Джессика Хект | Рэнди                   |
| Ато Эссандо   | сосед Джей              |
| Дэвид Ши      | Норман                  |
| Брайан Янг    | маленький Юй            |
| Мао Чжао      | большой Юй              |
| Ван Луён      | доктор Шин              |

## Производство
Элис У написала сценарий фильма, основываясь на собственном опыте открытого признания себя лесбиянкой.
Для роли Вил Мишель Крусик пришлось заниматься китайским языком, который она знала только на начальном уровне.

## Награды
Фильм получил следующие награды:
| Награды                    | Награды | Награды               | Награды   | Награды       |
| -------------------------- | ------- | --------------------- | --------- | ------------- |
| Фестиваль / Премия         | Год     | Награда               | Категория | Победитель    |
| Golden Horse Film Festival | 2005    | Viewer’s Choice Award |           | «Спасая лицо» |